# ジェフ・レーヌ＝アデレード
ジェフ・レーヌ＝アデレード（Jeff Reine-Adélaïde 、1998年1月17日 - ）は、フランス・ヴァル＝ド＝マルヌ県シャンピニー＝シュル＝マルヌ出身のプロサッカー選手。USサレルニターナ1919所属。ポジションは、ミッドフィールダー。

## 経歴
RCランスの下部組織出身。2015年4月18日のFCメス戦で初めてトップチームのベンチに座るが、出番はなかった。
2014-15シーズン終了後、アーセナルFCに移籍。エミレーツ・カップのオリンピック・リヨン戦で移籍後初出場。2016年1月9日のFAカップのサンダーランドAFC戦で81分にジョエル・キャンベルと交代し公式戦初出場。
2018年1月31日、シーズン終了までの契約でアンジェSCOに期限付き移籍。7月26日、アンジェSCOに完全移籍。
2019年8月14日、オリンピック・リヨンに5年契約で完全移籍。移籍金は推定2500万ユーロで、活躍次第で250万ユーロが上乗せされる。
2023年1月30日、トロワACへ2022-23シーズン終了までレンタル移籍をした。
2023年9月6日、ベルギーのRWDモレンベークへ移籍し、1年契約を結んだ。
2024年8月20日、USサレルニターナ1919に2年契約で移籍した。

## タイトル
フランス代表
- UEFA U-17欧州選手権2015

アーセナルFC
- FAカップ2016-17
- FAコミュニティ・シールド2017